# Martin Sturm

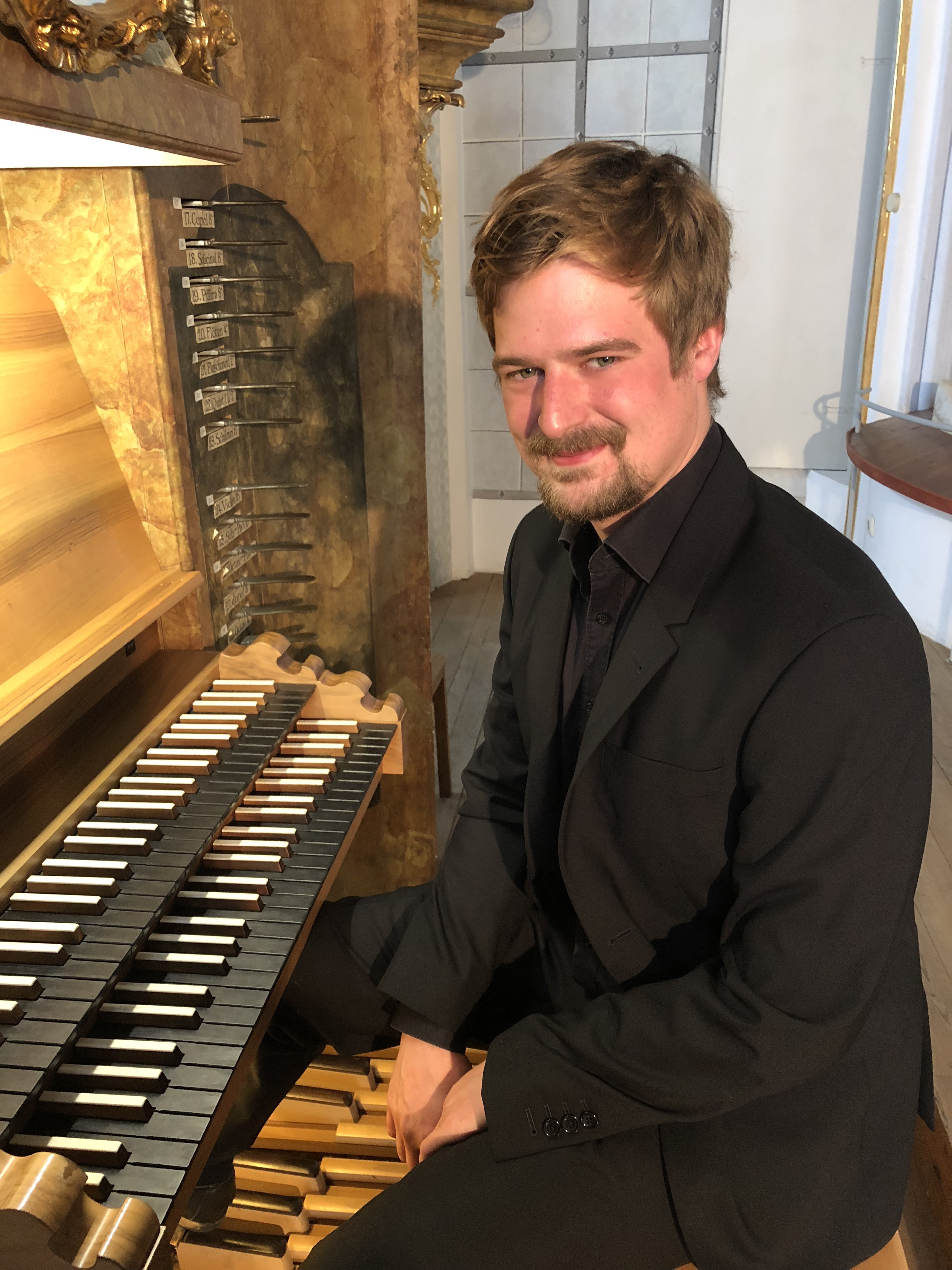
Martin Sturm (2018) an der Orgel der Schulkirche Amberg

Martin Sturm (* 1992 in Velburg) ist ein deutscher Organist und Hochschullehrer.

## Werdegang
Sturm besuchte das Ostendorfer-Gymnasium Neumarkt in der Oberpfalz und studierte dann Kirchenmusik (A-Examen) und Orgel an der Hochschule für Musik Würzburg. Sein Konzertexamen legte er an der Hochschule für Musik und Theater „Felix Mendelssohn Bartholdy“ Leipzig ab. 2019 wurde er als Professor für Orgel und Improvisation an die Hochschule für Musik „Franz Liszt“ Weimar berufen.

## Aktivitäten
Seit 2013 übte Sturm Lehrtätigkeiten an den Hochschulen für Musik in Würzburg und Leipzig aus. Er gibt Konzerte und Kurse im In- und Ausland und ist auch als Komponist tätig. Seit 2020 ist er Mitherausgeber der Fachzeitschrift Organ – Journal für die Orgel.

## Wettbewerbe und Auszeichnungen
- 2013: 1. Preis des Improvisationswettbewerbes des International Organ Festivals St Albans
- 2017: 1. Preis (Hubert-Beck-Preis) des Internationalen Improvisationswettbewerbes Schwäbisch Gmünd
- 2017: Förderpreis der Keck-Köppe-Stiftung
- 2018: 1. Preis und Sonderpreis für die beste Leistung an historischen Orgeln des Interpretationswettbewerbes der Internationale Orgelwoche Nürnberg

## Diskografie
- Nachtmusik. Martin Sturm an den drei Orgeln der ehem. Abteikirche Ebrach. Ambitus, 2018.
- Von der Schönheit des Scheiterns. Beethoven zum 250. Geburtstag. Martin Sturm an der Klais-Orgel der University of Iowa. Organum Classics, 2020.

## Veröffentlichung
- Jens Hirsch: Die Kunst der Selbstentwirklichung, PDF, S. 70–75 in: Top Magazin[3], Sommer 2021, abgerufen am 24. Juni 2021